# رمضان سلمانی
رمضان سلمانی (زادهٔ ۱۳۰۷ – درگذشتهٔ ۲۱ آذر ۱۳۹۸) نوازندهٔ دوتار و هنرمندِ موسیقی نواحی خراسان، اهل ایران بود.

## زندگی هنری
رمضان سلمانی بردری، در سال ۱۳۰۷ در روستای بردر، در ۵ کیلومتری جنوب غربی باجگیران، در استان خراسان رضوی متولد شد. پدرش «محمدحسین بردری» از نوازندگان دوتار و مادرش «مریم» اهل روستای باغان شیروان بود. رمضان سلمانی از ۱۲ سالگی نواختن ساز دوتار را آغاز کرد. وی تا ۲۰ سالگی در زادگاهش زندگی کرد و پس از آن به روستای کلاته بالی شیروان رفت و به شغل آرایشگری مشغول شد. او پس از ۲۴ سال به روستای بردر بازگشت و تا پایان عمر در زادگاهش زندگی کرد. رمضان سلمانی بردری از شاگردان «رحیم خان بخشی» بود و بیش از ۸۰ سال سابقهٔ دوتارنوازی و مقام‌نوازی داشت و از قدیمی‌ترین روایتگران موسیقی کرمانجی بود. او در جشنواره‌های متعددی حضور داشته و موفق به دریافت عناوین و دیپلم افتخار شده بود. وی با دوتاری می‌نواخت که قدمتی ۱۳۰ تا ۱۴۰ سال داشت و متعلق به «طاهر» نوازندهٔ قوچانی ساکن کهنه اوغاز شیروان بود.
نمونهٔ اثر صوتی و تصویری رمضان سلمانی به عنوان یکی از اسناد پروندهٔ ثبت جهانی «موسیقی بخشی شمال خراسان» که سال ۱۳۸۹ به یونسکو ارائه شده بود، همراه با پروندهٔ آن، در وبسایت یونسکو قرار گرفت.

## درگذشت
رمضان سلمانی بردری، در ۲۱ آذر ۱۳۹۸، پس از ۴ سال ابتلا به بیماری آلزایمر در سن ۹۱ سالگی در زادگاهش درگذشت. پیکر او ۲۲ آذر ۱۳۹۸، در قطعهٔ هنرمندان آرامستان باغ بهشت قوچان به خاک سپرده شد.

## ویژگی نوازندگی
انگشت‌گذاری دقیق، استفاده از ویبراسیون‌های منحصر به فرد، روایت شفاف مقام‌های سازی و آوازی و ریز منحصر به فرد، از ویژگی‌های تکنیک نوازندگی رمضان سلمانی عنوان شده‌است.